# Intel Paragon
L'Intel Paragon est une série de super-calculateurs massivement parallèles créés par Intel. Le premier modèle vit le jour fin 1992 avec une version commerciale du DELTA qui fut appelée Paragon.

## Histoire
En 1993, les Laboratoires Sandia se sont dotés d'un Intel XP/S 140 Paragon.
Ce super-calculateur lui a valu la première position dans la liste des meilleurs superordinateurs de juin 1994.
Il était doté de 3 680 processeurs d'architecture RISC, Intel i860 et a atteint 143,40 GFLOPS. Le système d'exploitation utilisé fut d'abord OSF-1, puis SUNMOS et enfin PUMA.